# Arinthod
Arinthod é uma comuna francesa na região administrativa de Borgonha-Franco-Condado, no departamento de Jura. Estende-se por uma área de 27.02 km². Em 2010 a comuna tinha 1 137 habitantes (densidade: 42,1 hab./km²).
Em 1 de janeiro de 2018, incorporou a antiga comuna de Chisséria ao seu território.